# Hydrogène natif

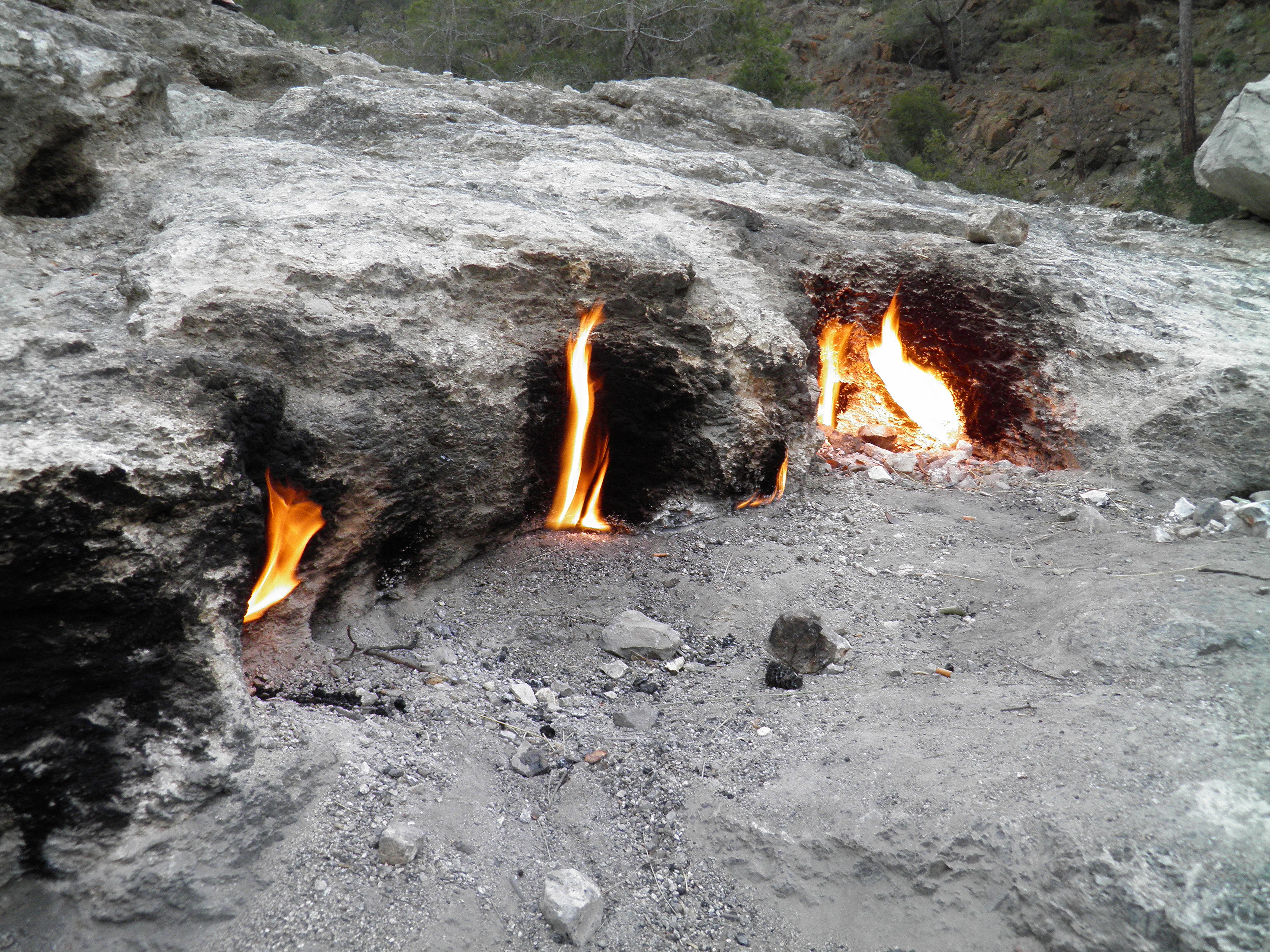
Feux éternels de Yanartaş (sud-ouest de la Turquie).

L'hydrogène natif, également appelé hydrogène naturel, hydrogène géologique, ou hydrogène blanc, est le dihydrogène présent dans la nature, par opposition au dihydrogène produit au laboratoire ou dans l'industrie. Il semble principalement issu de la réaction de l'eau sur des roches riches en fer ou très radioactives, provoquant l'oxydation du fer et l'émission d'hydrogène gazeux. Il a été trouvé dans de nombreuses roches mères, sur tous les continents sauf l'Antarctique, dans certains fonds marins (zones de dorsales essentiellement) et dans des zones situées au-delà des bassins sédimentaires où opèrent les compagnies minières et pétrogazières. L'USGS estime les réserves d'hydrogène natif à des milliards de tonnes, mais enfouies dans la croûte terrestre. Longtemps considéré comme une curiosité géologique et écologique, il suscite dans les années 2020 un intérêt de la part des mondes de l'énergie, de l'industrie et de la finance, qui se traduit notamment par la création d'un grand nombre de startups recherchant des gisements exploitables et rentables ou des méthodes d'extraction ou de dopage de la production de gisements (qui contiennent souvent aussi de l'hélium, du méthane ou du diazote).
La dénomination hydrogène blanc le distingue de l'hydrogène vert (vecteur énergétique issu des énergies renouvelables ou d'autres procédés décarbonés) et de l'hydrogène gris/brun/noir (issu de sources fossiles). L'hydrogène natif est réputé peu polluant, pourtant son exploitation s'accompagne d'émissions et de pollutions liées à son exploitation, et peut contribuer à l'effet de serre. Il pourrait permettre une exploitation à moindre coût, comparé à l'hydrogène industriel, toutefois en 2024, selon le géochimiste Viacheslav Zgonnik, cité par le MIT comme « l’un des plus grands experts dans le domaine de l’hydrogène naturel », le potentiel est énorme, mais « la liste des inconnues est longue, tout comme le chemin vers les premiers projets commerciaux ».

## Hydrogène natif et écologie marine et terrestre
Dans les grands fonds marins, l'hydrogène natif et le méthane qui l'accompagne dans les sources chaudes sont depuis des centaines de millions d'années des sources d'énergie et de carbone, essentielles pour des écosystèmes entiers, que la profondeur prive de la lumière nécessaire à la photosynthèse.
Sur les continents, certaines sources hydrothermales (en Islande, par exemple) et les sources alcalines issues de roches de type péridotites montrent souvent des chapelets continus de bulles remontant des profondeurs. Ces bulles sont essentiellement composées de dihydrogène H2 et de méthane CH4. Au niveau des sources (et de forages exploitant ce type d'eau), la température de ces fluides hyperalcalins hébergés dans des roches dites ultramafiques dépasse rarement 50 °C, une température favorable à de riches communautés microbiennes dites extrêmophiles et chimiotrophes. Cet hydrogène et le méthane conjoint « ont de profondes implications pour l'habitabilité des aquifères ultramafiques de la Terre ainsi que dans les mondes océaniques recouverts de glace du Système solaire externe où l'on pense que des minéraux ultramafiques sont présents au contact de l'eau »[réf. nécessaire].
Il en est de même, dans la croûte terrestre, où H2 et CH4 produits par les réactions de serpentinisation peuvent alimenter les micro-organismes et entretenir des environnements souterrains pérennes pour eux.

## Origine de l'hydrogène natif
De l'hydrogène natif, dit « non biogénique » ou d'origine abiotique , est continuellement engendré par différents mécanismes physicochimiques naturels, selon des processus encore mal compris.
Déterminer lesquels de ces mécanismes contribuent, et dans quelle proportion, à un gisement donné, implique des études complexes croisant des données géologiques, des analyses isotopiques et des analyses de la pression et de la composition des gaz collectés qui, ensemble, peuvent fournir des indices (profondeur, mécanismes) sur l'origine probable de cet hydrogène natif,.
De nombreuses émanations d'hydrogène sont connues sur les dorsales médio-océaniques. Dans tous les cas où il est libéré à grande profondeur, comme H2 est la plus petite et la plus légère des molécules, il peut lentement se faufiler presque partout dans la croûte terrestre (cette molécule peut, par exemple, traverser une paroi en acier standard), et lentement diffuser « en continu » vers la surface. On ignore par quelles voies préférentielles cela se produit, et dans quels réservoirs géologiques il s'accumule.
Ces sources n'ont pas encore été explorées.

### Mécanismes connus
Les sources connues d'hydrogène natif sont multiples.
Une partie de cet hydrogène natif pourrait provenir du noyau de la Terre, où les conditions de pression, de température et de haute radioactivité naturelle peuvent provoquer le craquage spontané des molécules d'eau en hydrogène et en oxygène. L'oxygène ainsi émis oxyde les minéraux présents, alors que l'hydrogène peut lentement remonter vers la surface de la Terre.
En divers différents contextes géologiques, dans le manteau de la Terre et dans la croûte, en profondeur (sous fortes chaleur et pression), l'eau (interstitielle ou apportée en zone de subduction, etc.) interagit avec les roches fraichement exposées. Elle peut interagir avec des agents réducteurs, les roches ultrabasiques (péridotites, dont celles des ophiolites,) et induire des réactions de serpentinisation, en provoquant des phénomènes d'oxydation. Quand une roche riche en fer ferreux (Fe2+) entre en contact avec de l'eau (de mer, de pluie ou profonde), ce fer s'oxyde en fer ferrique Fe3+ en libérant de l'hydrogène. On a montré en 2023 que la serpentinisation pouvait aussi avoir lieu à basse température, dans des environnements hyperalcalins,, mais cette réaction est plus rapide et plus efficace à haute température (vers 300 °C). De telles températures sont atteintes en zone volcanique, le long de dorsales océaniques et dans les forages profonds (à plusieurs kilomètres de profondeur). Une réaction connue est la serpentinisation, qui survient sous les fonds marins (dans la croûte océanique). Les minéraux de la lave et de volcans sous-marins des rides médio-océaniques (olivine notamment) s'oxydent rapidement au contact de l'eau, en libérant de l'hydrogène. Le dihydrogène des « fumeurs » (cheminées hydrothermales de la dorsale médio-atlantique) est étudié depuis longtemps, essentiellement pour ses écosystèmes atypiques et uniques, et pour mieux comprendre l'apparition de la vie ; Charlou et al. ont publié en 2002 une première évaluation du potentiel de cet H2 géogénique en mer.
La décomposition des hydroxyles dans la structure des minéraux libère également de l'hydrogène natif.
Dans la radiolyse naturelle de l'eau, l'hydrogène natif est l'un des sous-produits radiolytiques de l'action de diverses désintégrations nucléaires sur l'eau.
En zone sismique et en profondeur, la friction sur les plans de failles peut stimuler la production et l'accumulation d'H2 dans les fluides de fracture (mais en quantité plus anecdotique), par exemple, dans le bouclier précambrien.
Une hypothèse est qu'il existe une quantité d'hydrogène dit « primordial », c'est-à-dire présent depuis la formation de la Terre. Ces molécules H2 présentes bien avant la constitution du Système solaire seraient restées piégées dans le manteau, voire dans le noyau terrestre, depuis la formation de la Terre.
À une moindre profondeur, certains microbes consomment des hydrocarbures ou d'autres formes de matière organiques fossiles. Leur métabolisme rejette alors de l'hydrogène (en quantité a priori plus faible et encore mal connue).
Enfin, l'Homme peut délibérément ou involontairement induire une production de ce type, par fracturation hydraulique (on parle de « production stimulée de H2 du sous-sol ») ou d'autres formes d'injection d'eau. Cette eau provoque des réactions d'altération et d'oxydation de roches riches en fer, qui relâchent de l'H2 dans le sous-sol. La fracturation hydraulique (fracking), développée pour soutirer de plus grandes quantités de gaz de schiste, est décriée en raison de ses conséquences sur l'environnement, à court, moyen et long termes. Elle est encore expérimentale ; un projet vise, par exemple, en 2024 à étudier la possibilité de doper cette production par l'utilisation de catalyseurs ajustés à la réaction chimique souhaitée en fonction de la température, de la pression et du pH .
Dans tous les cas cités ci-dessus, comme H2 est la plus petite et la plus légère des molécules (elle est si petite qu'elle peut traverser une paroi en acier standard), elle peut se faufiler presque partout dans la roche de la croûte terrestre et lentement diffuser « en continu » vers la surface. Cependant, dans les zones dites « HT-HP » (haute température, haute pression), l'hydrogène devient très soluble dans l'eau, qui peut alors le transporter horizontalement plus ou moins loin de sa zone d'émission.  

## Localisation et potentiel d'extraction
En 2020, dans le contexte climatique et énergétique critique qui impose à court terme une décarbonation de l'économie, et a minima une neutralité carbone , on a vite conclu que l'hydrogène géologique avait un intérêt comme nouvelle source énergétique.
L'hydrogène natif peut être extrait de puits, la plupart du temps avec d'autres gaz comme l'azote, le méthane ou l'hélium.
On en trouve dans de nombreuses roches mères, souvent très profondes (situées sous des bassins sédimentaires où opèrent généralement les compagnies pétrolières). Selon N. Lefeuvre et ses collègues (2022) « il est important d'élaborer un guide d'exploration qui ne se concentre pas uniquement sur la surveillance des gaz de surface, mais qui tient également compte du contexte géologique profond local, intégrant l'ensemble du système d'hydrogène, de la source au piège ou à la fuite dans l'atmosphère ».
Les géologues Alain Prinzhofer et Eric Derville ont prouvé l'existence d'importants réservoirs dans une dizaine de pays dont le Mali et les États-Unis. Leur potentiel reste cependant difficile à évaluer.
Des accumulations d'hydrogène ont été localement détectées à relativement faible profondeur dans la croûte terrestre. L'une d'elles, à Bourakébougou au Mali, est quasiment pure (à 96 %), à 110 m de profondeur, émise à une pression de quatre bars, et est utilisée pour produire de l'électricité,,,. L'intérêt pour ce gaz s'est concrétisé dans les années 2020 par la prise de permis d'exploration dans plusieurs régions de France, d'Australie, des États-Unis. Des investissements importants sont faits dans des compagnies d'exploration visant spécifiquement cette ressource.
De nombreuses zones d'émanations sont connues au fond des océans, mais très difficilement exploitables. Un site russe découvert en 2008 pourrait faire l'objet d'une exploitation en mer[réf. nécessaire].

### États-Unis
En avril 2023, le deuxième forage d'hydrogène natif (après celui du Mali) est en cours au Nebraska.
Koloma lève 91 millions de dollars en 2023.

### Australie
Fin 2023, une trentaine de permis ont été délivrés en Australie.

### France
Plusieurs sources sont identifiées en France, notamment dans les Alpes et les Pyrénées, le long de failles de chevauchement dans les bassins des contreforts, qui semblent propices à une exploration,, et en Lorraine.
En avril 2020, une start-up française annonce avoir réuni 20 millions d'euros pour développer l'extraction d'hydrogène natif en France. Elle prévoit un pilote d'extraction d'hélium dans la Nièvre début 2024.
La Nouvelle-Calédonie dispose aussi de sources hyperalcalines d'où émane du dihydrogène. 
En avril 2022, l'hydrogène natif est pris en compte dans le Code minier français, ce qui permet que, mi-2023, quatre demandes de permis d'exploration pour de l'hydrogène natif soient en cours d'instruction en France : celle de la société « 45-8 Energy » dans les Pyrénées-Atlantiques, déposée conjointement avec Storengy ; celle de  la société « TBH2 Aquitaine », dans le même département ; celles de la société Sudmine en Auvergne-Rhône-Alpes, dans l'Ain et le Puy-de-Dôme. Le 3 décembre 2023, le premier permis d'exploration d'hydrogène natif est accordé pour cinq ans à la société TBH2 Aquitaine, dans les Pyrénées-Atlantiques.
En juin 2023, après quatre ans de recherches, le projet Regalor (« Ressources gazières de Lorraine »), lancé en 2019, estime qu'un gisement potentiel de 46 millions de tonnes pourrait exister en profondeur en Moselle dans l'ancien bassin houiller lorrain, à Folschviller,. Selon l'exploitant gazier Française de l'énergie (FDE), cette découverte, faite par des chercheurs de GéoRessource, un laboratoire de l'université de Lorraine rattaché au CNRS, est fortuite. La teneur de l'eau atteint 1 % à 600 mètres de profondeur mais 17 % à 1 100 mètres. Cela pourrait s'expliquer par la présence de sidérite, une espèce minérale qui, réagissant avec l'eau des galeries minières, engendrerait du dihydrogène,. Selon FDE, ce serait le plus grand gisement d'hydrogène blanc jamais découvert, représentant la moitié de la production mondiale.

### Caractéristiques
Le dihydrogène est peu soluble dans l'eau de mer ou l'eau douce (1,6 mg/l à 21 °C) en surface, mais sa solubilité augmente fortement avec la profondeur sous l'effet de la pression (x100 à 1 000 m)[réf. nécessaire].
L'hydrogène natif, s'il est très pur, ne cause aucune émission autre que de la vapeur d'eau quand il brûle, mais il l'est rarement. Il est réputé peu polluant, mais, pour des raisons encore mal comprises, le sol est presque totalement dépourvu de flore et de faune dans certaines zones de gisement naturel en surface[réf. nécessaire].

## Coût
Le captage in situ de l'hydrogène natif peut être compétitif. Il est localement bien moins coûteux que quand il est produit par vaporeformage industriel, notamment en covalorisation. Selon Nicolas Pelissier, président de 45-8 Energy, start-up française créée en 2017 et spécialisée dans l'exploration et la production de gaz industriels, « le coût de production de la phase pilote est de trois à quatre euros par kilo[gramme] sans subvention, et sur la phase industrielle, on s'attend à tomber en dessous de l'euro, voire du demi-euro, par kilo. À titre de comparaison, en France en 2023, il faut compter environ dix euros le kilo, subventions incluses, pour l'hydrogène vert avec électrolyse ».

## Rôle dans la transition écologique
L'hydrogène naturel pourrait jouer un rôle important dans la géopolitique de l'énergie, car il dispense de l'étape énergivore de la synthèse du dihydrogène.
Les chercheurs Geoffrey Ellis et Sarah Gelman, de l'Institut d'études géologiques des États-Unis (USGS), ont utilisé un modèle de l'industrie pétrolière pour estimer les réserves récupérables d'hydrogène natif : ils obtiennent un ordre de grandeur de mille milliards de tonnes. Si cet hydrogène peut être capté en quantité suffisante, il pourra satisfaire la demande mondiale pendant des millénaires.
En 2020, R.G Derwent et ses collègues rappellent que, « à l'heure actuelle, le stockage de l'hydrogène est considéré comme une difficulté majeure dans la transition des systèmes énergétiques fondés sur les combustibles fossiles vers une économie de l'hydrogène décarbonée ».

## Intensité carbone, impacts négatifs indirects sur le climat et la couche d'ozone
L'hydrogène natif est souvent présenté comme neutre en carbone. Ce n'est pas exact pour plusieurs raisons : 
- son processus de recherche, les forages définitifs, puis l'extraction, la purification, le conditionnement et son transport (s'il n'est pas utilisé sur place) font nécessairement appel à des technologies et matériaux exigeant des énergies fossiles ;
- l'hydrogène est le plus petit des atomes ; il fuit très facilement. Des fuites peuvent survenir à toutes les étapes de la filière hydrogène. Si les forages et les utilisateurs finaux deviennent nombreux, et si ces fuites ne sont pas fortement réduites, elles auront deux effet négatifs :

1. elles augmenteront la durée de vie du méthane dans l'atmosphère, et donc contribueront au réchauffement climatique,
2. elles diminueront le taux d'ozone stratosphérique, et donc ralentiront la reconstitution du trou de la couche d'ozone.
Des modélisations des conséquences probables indirectes d'une future économie de l'hydrogène prenant en compte le forçage radiatif indiquent en 2020 que l'impact climatique de l'hydrogène sera principalement lié aux fuites à toutes les étapes de la production, de la distribution, du stockage et de l'utilisation de ce gaz. À condition que les fuites soient efficacement réduites, ce gaz sera une alternative attrayante aux combustibles fossiles carbonés[47] ;

- si l'hydrogène natif est massivement utilisé dans des moteurs, des chaudières ou des piles à combustible, notamment pour le transport local et mondial, il deviendra une source significative et constante de vapeur d'eau dans les basses couches de l'atmosphère. Or la vapeur d'eau est un gaz à effet de serre et modifie la nébulosité[48].

En août 2023, Adam R. Brandt (du département des sciences et de l'ingénierie de l'énergie, de l'Université Stanford aux États-Unis), a publié une première analyse du cycle de vie (ACV), prospective, de l'exploitation du dihydrogène natif extrait du sous-sol[réf. nécessaire]. Son intensité en gaz à effet de serre a été calculée sur la base d'un procédé d'extraction « générique » pour un scénario de gaz de référence contenant 85 %mol H2, 12 %mol N2 et 1,5 % CH4, et en faisant varier des facteurs que sont la composition du gaz, la productivité du puits, la profondeur du puits et la pression du gaz remontant. Selon ce travail, l'intensité en GES (aux limites du site d'extraction) est de ∼0,4 kg CO2éq par kilogramme de dihydrogène produit, soit ∼3 gCO2éq par mégajoule de pouvoir calorifique inférieur issu du dihydrogène. L'étude confirme que les principales sources de GES sont les émissions fugitives et les émissions grises (liées aux procédés afférents). L'analyse de sensibilité a porté sur les compositions des gaz, les paramètres du réservoir et les méthodes de production. Les résultats sont sensibles à CH4 contenu[C'est-à-dire ?] : un boîtier[Quoi ?] contenant 75 % H2 et 22,5 % CH4 émet 1,5 kg de CO2éq par kilogramme de dihydrogène. D'autres facteurs clés sont les sources d'énergie alimentant les procédés, la manutention et l'élimination des déchets (non H2) de l'ensemble.

## Législation
Le cadre juridique actuel inclut l'hydrogène natif parmi les gaz naturels, pour lesquels une législation est déjà en place, appliquée notamment par les États-Unis pour leur premier puits d'hydrogène[réf. nécessaire].
En France, l'hydrogène natif a été inclus dans le code minier au printemps 2022.

### Classification
Quand l'hydrogène natif est produit par une interaction eau-roche, comme par les fluides chauds de la géothermie, l'Académie des technologies propose de le classifier en hydrogène vert[réf. souhaitée].

### Coût d'exploitation
Une production et une consommation locales de l'hydrogène natif (comme au Mali) permet d'éviter les coûts de compression et de transport à longue distance.
La technique du vaporeformage est actuellement la moins chère. L'extraction d'hydrogène natif pourrait s'avérer plus économique. En effet, outre le forage commun aux deux techniques, le vaporeformage requiert l'exploitation et le transport du méthane, sa transformation en dihydrogène, et devra intégrer la capture et le stockage du CO2 en résultant.

## Dans la culture populaire
Sur le mont Chimère (aujourd'hui Yanartaş, en Turquie), un gaz composé essentiellement de méthane (87 %) et de dihydrogène (7,5 à 11 %) s'échappe et brûle en continu depuis plus de 2 500 ans. Ces feux seraient selon la légende la source de la première flamme olympique.